# Serie A AIFA 1985
La Serie A AIFA 1985 è stato il massimo livello del campionato italiano di football americano nel 1985. È stato il quinto campionato organizzato dall'Associazione Italiana Football Americano.
La formula rimase la stessa dell'anno precedente, con 24 squadre divise in 4 gironi. Le qualificate ai playoff passarono invece da 8 a 12, e fu aggiunto un turno preliminare dal quale erano escluse le vincenti dei quattro gironi.
Le serie inferiori passarono da una a due, con l'istituzione della Serie C.

## Regular season
Le prime 3 classificate di ogni girone accedono ai playoff. L'ultima classificata retrocede in serie B.

### Girone Ovest
| Pos. | Squadra             | %V   | G  | V  | N | P  | PF  | PS  |
| ---- | ------------------- | ---- | -- | -- | - | -- | --- | --- |
| 1    | Frogs Busto Arsizio | 1000 | 12 | 12 | 0 | 0  | 507 | 74  |
| 2    | Condor Grosseto     | .708 | 12 | 8  | 1 | 3  | 281 | 108 |
| 3    | Giaguari Torino     | .583 | 12 | 7  | 0 | 5  | 164 | 189 |
| 4    | Tauri Torino        | .375 | 12 | 4  | 1 | 7  | 167 | 230 |
| 5    | Squali Genova       | .292 | 12 | 3  | 1 | 8  | 102 | 304 |
| 6    | Black Knights Rho   | .042 | 12 | 0  | 1 | 11 | 58  | 377 |

### Girone Est
| Pos. | Squadra           | %V   | G  | V  | N | P  | PF  | PS  |
| ---- | ----------------- | ---- | -- | -- | - | -- | --- | --- |
| 1    | Seamen Milano     | .875 | 12 | 10 | 1 | 1  | 232 | 92  |
| 2    | Doves Bologna     | .750 | 12 | 9  | 0 | 3  | 289 | 115 |
| 3    | Rhinos Milano     | .625 | 12 | 7  | 1 | 4  | 147 | 83  |
| 4    | Falchi Modena     | .500 | 12 | 6  | 0 | 6  | 130 | 143 |
| 5    | Lions Bergamo     | .250 | 12 | 3  | 0 | 9  | 64  | 231 |
| 6    | Climbers Predazzo | .167 | 12 | 2  | 0 | 10 | 80  | 264 |

### Girone Nord
| Pos. | Squadra          | %V   | G  | V  | N | P  | PF  | PS  |
| ---- | ---------------- | ---- | -- | -- | - | -- | --- | --- |
| 1    | Jets Bolzano     | .833 | 12 | 10 | 0 | 2  | 214 | 48  |
| 2    | Warriors Bologna | .667 | 12 | 8  | 0 | 4  | 171 | 65  |
| 3    | Muli Trieste     | .667 | 12 | 8  | 0 | 4  | 137 | 84  |
| 4    | Aquile Ferrara   | .417 | 12 | 5  | 0 | 7  | 81  | 149 |
| 5    | Skorpions Varese | .292 | 12 | 3  | 1 | 8  | 112 | 162 |
| 6    | Redskins Verona  | .083 | 12 | 1  | 0 | 11 | 20  | 242 |

### Girone Centro
| Pos. | Squadra        | %V   | G  | V  | N | P  | PF  | PS  |
| ---- | -------------- | ---- | -- | -- | - | -- | --- | --- |
| 1    | Panthers Parma | .833 | 12 | 10 | 0 | 2  | 348 | 64  |
| 2    | Grizzlies Roma | .750 | 12 | 9  | 0 | 3  | 350 | 90  |
| 3    | Angels Pesaro  | .667 | 12 | 8  | 0 | 4  | 232 | 120 |
| 4    | Rams Milano    | .250 | 12 | 3  | 0 | 9  | 95  | 261 |
| 5    | Towers Bologna | .208 | 12 | 2  | 1 | 9  | 42  | 273 |
| 6    | Riders Milano  | .167 | 12 | 2  | 0 | 10 | 30  | 279 |

## Playoff
Accedono ai playoff le prime 3 squadre di ogni girone.
|  | Wild card           | Wild card      |                  |                | Quarti di finale | Quarti di finale    |    |  | Semifinali | Semifinali |  |  | V Superbowl italiano | V Superbowl italiano |
|  |                     |                |                  |                |                  |                     |    |  |            |            |  |  |                      |                      |
|  |                     |                |                  |                |                  |                     |    |  |            |            |  |  |                      |                      |
|  |                     |                |                  |                |                  |                     |    |  |            |            |  |  |                      |                      |
|  | Frogs Busto Arsizio | 22             |                  |                |                  |                     |    |  |            |            |  |  |                      |                      |
|  | Frogs Busto Arsizio | 22             | Grizzlies Roma   | 54             |                  |                     |    |  |            |            |  |  |                      |                      |
|  |                     | Grizzlies Roma | Grizzlies Roma   | 54             | 7                |                     |    |  |            |            |  |  |                      |                      |
|  | Muli Trieste        | Grizzlies Roma | 8                |                | 7                | Frogs Busto Arsizio | 12 |  |            |            |  |  |                      |                      |
|  | Muli Trieste        |                | 8                |                |                  | Frogs Busto Arsizio | 12 |  |            |            |  |  |                      |                      |
|  |                     |                |                  | Angels Pesaro  | 13               |                     |    |  |            |            |  |  |                      |                      |
|  | Seamen Milano       | 15             |                  | Angels Pesaro  | 13               |                     |    |  |            |            |  |  |                      |                      |
|  | Seamen Milano       | 15             | Warriors Bologna | 6              |                  |                     |    |  |            |            |  |  |                      |                      |
|  |                     | Angels Pesaro  | Warriors Bologna | 6              | 27               |                     |    |  |            |            |  |  |                      |                      |
|  | Angels Pesaro       | Angels Pesaro  | 7                |                | 27               | Angels Pesaro       | 11 |  |            |            |  |  |                      |                      |
|  | Angels Pesaro       |                | 7                |                |                  | Angels Pesaro       | 11 |  |            |            |  |  |                      |                      |
|  |                     |                |                  | Doves Bologna  | 27               |                     |    |  |            |            |  |  |                      |                      |
|  | Jets Bolzano        | 0              |                  | Doves Bologna  | 27               |                     |    |  |            |            |  |  |                      |                      |
|  | Jets Bolzano        | 0              | Doves Bologna    | 37             |                  |                     |    |  |            |            |  |  |                      |                      |
|  |                     | Doves Bologna  | Doves Bologna    | 37             | 7                |                     |    |  |            |            |  |  |                      |                      |
|  | Giaguari Torino     | Doves Bologna  | 7                |                | 7                | Doves Bologna       | 23 |  |            |            |  |  |                      |                      |
|  | Giaguari Torino     |                | 7                |                |                  | Doves Bologna       | 23 |  |            |            |  |  |                      |                      |
|  |                     |                |                  | Panthers Parma | 6                |                     |    |  |            |            |  |  |                      |                      |
|  | Panthers Parma      | 24             |                  | Panthers Parma | 6                |                     |    |  |            |            |  |  |                      |                      |
|  | Panthers Parma      | 24             | Condor Grosseto  | 0              |                  |                     |    |  |            |            |  |  |                      |                      |
|  |                     | Rhinos Milano  | Condor Grosseto  | 0              | 14               |                     |    |  |            |            |  |  |                      |                      |
|  | Rhinos Milano       | Rhinos Milano  | 13               |                | 14               |                     |    |  |            |            |  |  |                      |                      |
|  | Rhinos Milano       |                | 13               |                |                  |                     |    |  |            |            |  |  |                      |                      |

### V Superbowl

I Doves Bologna festeggiano con il trofeo del V Super Bowl italiano

Il V Superbowl italiano si è disputato sabato 6 luglio 1985 allo Stadio Appiani di Padova, davanti a 20.000 spettatori. L'incontro è stato vinto dai Doves Bologna sugli Angels Pesaro, entrambe al loro primo superbowl, con il risultato di 27 a 11.
Il premio di miglior giocatore dell'incontro è stato assegnato a Gary Pearson, runningback dei Doves.
- Doves Bologna campioni d'Italia 1985 e qualificati all'Eurobowl 1986.

## Altri verdetti
- Black Knights Rho, Climbers Predazzo, Redskins Verona e Riders Milano retrocesse in serie B.
- Mastini Ivrea, Saints Padova, Vikings Legnano e Gladiatori Roma promosse dalla serie B.